# Knutzy Knights
Knutzy Knights (br.: Bobões reais) é um filme estadunidense de curta metragem de 1954, dirigido por Jules White. É o 156º de um total de 190 filmes da série com os Três Patetas produzida pela Columbia Pictures entre 1934 e 1959.

## Enredo
Na Inglaterra medieval, os Três Patetas são trovadores cômicos que são chamados para alegrarem a Princesa Elaine (Christine McIntyre) que está desconsolada. Ela lhes conta que seu pai, o Rei (Vernon Dent), a obrigou se casar com o Príncipe Negro (Philip Van Zandt, chamado de Cavaleiro Negro pela dublagem brasileira) mas ela ama Cedric, o ferreiro (Jock Mahoney).
Cedric é perseguido pelos homens do príncipe e os Patetas o ajudam a se encontrar com Elaine, levando-o para uma serenata para ela (o trio e McIntyre interpretam uma variação do  Sexteto de "Lucia di Lammermoor"). Cedric é capturado e enviado ao calabouço enquanto os Patetas fogem do Rei e dos homens do príncipe. Escondido, Moe houve o príncipe conspirar contra o Rei e ele e os outros Patetas contam ao monarca que prende o vilão e enfim consente com o casamento de Elaine com Cedric.